# Marco Cecilio Metello
Marco Cecilio Metello (in latino: Marcus Caecilius Metellus; fl. 115 a.C.) è stato un politico romano.
Suo padre era Quinto Cecilio Metello Macedonico. Soppresse una rivolta in Sardegna e fu eletto console nel 115 a.C.